# Eth
Eth (veliko slovo: Ð, malo slovo: ð; također ga se izgovara edh ili eð) slovo je koje se rabi u staroengleskom, srednjoengleskom, islandskom, ferojskom u kojem ga nazivaju edd te u älvdalskom. Bio je u uporabi u skandinavskim zemljama u srednjem vijeku. Vremenom je zamijenjen drugim znakovima, dvoslovom dh i poslije d. Često ga se preslovljava slovom d (i d- se rijetko rabi kao mnemoničko). Inačica malim slovom prilagođena je radi predstavljanja zvučnog dentalnog frikativa u Međunarodnoj fonetskoj abecedi.
U staroengleskom je ð (Anglosasi su ga zvali ðæt) bio rabljen naizmjence s þ (thornom) radi predstavljanja staroengleskog zubnog tjesnačnika fonema /θ/, koji postoji u suvremenoj fonologiji engleskog jezika kao zvučni i bezvučni zubni tjesnačnik danas izgovaran kao "th".
Veliko slovo eth rabi se kao valutna oznaka dogecoina.

## Vanjske poveznice
- Thorn and eth: how to get them right. Operinan (ndonga). Briem. Inačica izvorne stranice arhivirana 26. srpnja 2019. Pristupljeno 9. siječnja 2019.
- Älvdalsk ortografi. Förslag till en enhetlig stavning för älvdalska (PDF) (švedski). Veljača 2007. Inačica izvorne stranice arhivirana 6. veljače 2007.CS1 održavanje: neprikladna web arhiva (link).